# Бизли, Джон Дэвидсон
Сэр Джон Дэвидсон Бизли (англ. John D. Beazley; 13 сентября 1885[…], Глазго, Ланаркшир — 6 мая 1970[…], Оксфорд) — английский антиковед.

## Биография
Учился в оксфордском Баллиол-колледж, где был близким другом поэта Джеймса Элроя Флекера. После окончания учёбы в 1907 году был студентом, а впоследствии преподавателем антиковедения в Колледже Крайст-Чёрч. В 1925 году стал профессором античного искусства и археологии в оксфордском Линкольн-колледже. 
В 1957 году стал первым учёным, который получил Медаль Кеньона от Британской академии, учреждённую в том же году.

## Научная деятельность
Специализировался на древнегреческой керамике (особенно чернофигурной и краснофигурной) и стал всемирно известным специалистом по этому вопросу. Он адаптировал историко-художественный метод Джованни Морелли, чтобы определять стиль отдельных мастерских и художников, даже в тех случаях, когда отсутствовала подпись (пример — Берлинский вазописец, чьи работы он выделил первым).

## Избранные труды
- Attische Vasenmaler des rotfigurigen Stils. Tübingen 1925.
- Greek Vases in Poland. 1928.
- The Berlin Painter. 1930 und 1974 (Forschungen zur antiken Keramik Reihe I: Bilder griechischer Vasen. Band 2)
- Potter and Painter in Ancient Athens. 1944.
- Attic Red-figure Vase-painters. Oxford 1942. 2nd ed. 1963 [= ARV²]
- Etruscan vase painting. Oxford 1947.
- The Development of Attic Black-figure. Berkeley 1951. Rev. ed. Dietrich von Bothmer und Mary B. Moore. Berkeley 1986. ISBN 0-520-05593-4.
- Attic Black-figure Vase-painters. Oxford 1956 [= ABV]
- Paralipomena. Additions to Attic black-figure vase-painters and to Attic red-figure vase-painters. Oxford 1971.
- Donna C. Kurtz (Hrsg.): Greek Vases, Lectures by J. D. Beazley. Oxford 1989.